# جيسي ساندرز
جيسي ساندرز (بالإنجليزية: Jesse Sanders)‏ مواليد 5 يونيو 1989 في شوجر لاند، هو لاعب كرة سلة أمريكي. بدأ مسيرته الاحترافية في سنة 2012. يلعب مع بي جي غوتنغن في الدوري الألماني لكرة السلة كلاعب هجوم خلفي. يحمل الرقم 25. يبلغ طوله 6 قدم 2 3⁄4 بوصة (1.9 م).

## المسيرة الاحترافية
لعب مع أورورا باسكت ييزي في موسم 2012–2013، ثم لعب مع سيدني كينجز في الدوري الأسترالي في موسم 2013–2014، ثم لعب مع تايغرز توبينغن في الدوري الألماني في موسم 2015–2016، ثم لعب مع بي جي غوتنغن في سنة 2016.

## روابط خارجية
- جيسي ساندرز على موقع كرة السلة الأوروبية.كوم (الإنجليزية)
- جيسي ساندرز على موقع كلية كرة السلة في سبورتس رفرنس.كوم (الإنجليزية)
- جيسي ساندرز على موقع ريلجم (الإنجليزية)
- جيسي ساندرز على موقع بروبوليرز (الإنجليزية)
- جيسي ساندرز على موقع سبورتس رفرنس (الإنجليزية)